# فرودگاه کارکراس
فرودگاه کرکروس (به انگلیسی: Carcross Airport) یک فرودگاه همگانی است که یک باند فرود شن دارد و طول باند آن ۶۷۱ متر است. این فرودگاه در کشور کانادا قرار دارد و در ارتفاع ۶۵۹ متری از سطح دریا واقع شده‌است.